# Chido Obi-Martin
Chidozie Obi-Martin (ur. 29 listopada 2007 w Glostrup) – duńsko-angielski piłkarz pochodzenia nigeryjskiego, występujący na pozycji napastnika w Manchesterze United.

## Kariera klubowa
Pierwsze juniorskie treningi odbywał w klubie Kjøbenhavns Boldklub, z którego w 2022 roku dołączył do Arsenalu. Dwa lata później przeszedł do młodzieżowej drużyny Manchesteru United.
W seniorskiej piłce zadebiutował 16 lutego 2025 roku w przegranym 1:0 meczu przeciwko Tottenhamowi Hotspur, zmieniając w 90 minucie spotkania Casemiro.

## Kariera reprezentacyjna
Młodzieżowy reprezentant Anglii i Danii. W 2024 roku podczas Mistrzostw Europy U-17 organizowanych na Cyprze doszedł wraz z reprezentacją Danii do półfinału rozgrywek.

## Życie prywatne
Jego rodzice pochodzą z Nigerii.

## Statystyki
(aktualne na dzień 12 sierpnia 2025)
| Klub               | Sezon              | Liga               | Liga  | Liga   | Puchar Anglii | Puchar Anglii | Puchar ligi | Puchar ligi | Europa | Europa | Inne  | Inne   | Suma  | Suma   |
| Klub               | Sezon              | Liga               | Mecze | Bramki | Mecze         | Bramki        | Mecze       | Bramki      | Mecze  | Bramki | Mecze | Bramki | Mecze | Bramki |
| ------------------ | ------------------ | ------------------ | ----- | ------ | ------------- | ------------- | ----------- | ----------- | ------ | ------ | ----- | ------ | ----- | ------ |
| Manchester United  | 2024/25            | Premier League     | 7     | 0      | 1             | 0             | 0           | 0           | 0      | 0      | 0     | 0      | 8     | 0      |
| Manchester United  | 2025/26            | Premier League     | 0     | 0      | 0             | 0             | 0           | 0           | –      | –      | –     | –      | 0     | 0      |
| Ogólnie w karierze | Ogólnie w karierze | Ogólnie w karierze | 7     | 0      | 1             | 0             | 0           | 0           | 0      | 0      | 0     | 0      | 8     | 0      |